# Nako Mizusawa
Nako Mizusawa (水沢奈子 Mizusawa Nako?, Prefectura de Aichi, 1 de octubre de 1993) es una actriz japonesa.

## Televisión
- Garo: Makai Senki (Misao) (2011)
- Sumire 16 sai!! (Sumire Yotsuya) (2008)
- Muse no Kagami (2012)

## Filmografía
- Tokyo Gore School (2009)
- Mai Mai Miracle (Kiiko Shimazu, voz) (2009)
- Hikidashi no Naka no Love Letter (2009)
- Gantz: Perfect Answer (2011)
- Kishibe-chou Kidan: Tanbou-hen (2012)
- Muse no Kagami (2012)[2]